# Lordoza

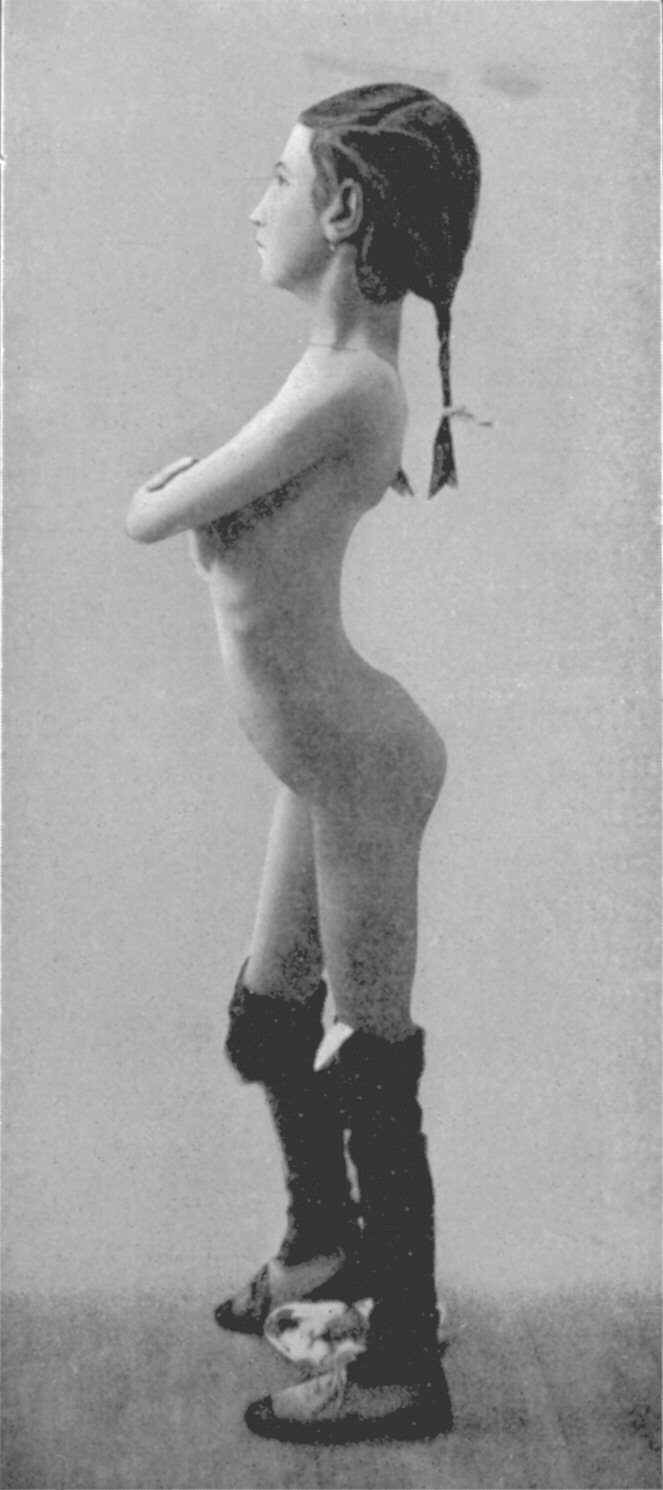

Lordoza (gr. λορδός lordós ‘zgięty w tył, wypukły z przodu’) – łukowate wygięcie kręgosłupa w stronę brzuszną. U człowieka fizjologiczna (naturalna) lordoza występuje w odcinku szyjnym i lędźwiowym kręgosłupa. Pogłębiona lordoza lędźwiowa oznacza zbyt duże wygięcie kręgosłupa do przodu. Jej przyczyną może być nadmierna ilość tkanki tłuszczowej na brzuchu, słabe mięśnie, a nawet zaawansowane stadium ciąży. Powiększona lordoza szyjna odpowiada za zbyt duże wygięcie kręgosłupa w odcinku szyjnym. Przyczyną może być m.in. nieumiejętne wykonywanie ćwiczeń na siłowni. W niektórych schorzeniach (np. w porażeniach mięśni i zniekształceniach kręgów, zwichnięciach stawów biodrowych) dochodzi do nadmiernego wygięcia kręgosłupa ku przodowi (hiperlordoza). Może ona spowodować znaczne dolegliwości bólowe. W jej leczeniu stosuje się ortopedyczne gorsety usztywniające, czasem też konieczne jest leczenie operacyjne.